# Hieratite
La hieratite è un minerale.